# Olympische Jugend-Sommerspiele 2018/Teilnehmer (Singapur)
| Gelbes Symbol für Goldmedaillen mit stilisierten Olympischen Ringen | Graues Symbol für Silbermedaillen mit stilisierten Olympischen Ringen | Braundes Symbol für Bronzemedaillen mit stilisierten Olympischen Ringen |
| ------------------------------------------------------------------- | --------------------------------------------------------------------- | ----------------------------------------------------------------------- |
| —                                                                   | —                                                                     | —                                                                       |

Die Jugend-Olympiamannschaft aus Singapur für die III. Olympischen Jugend-Sommerspiele vom 6. bis 18. Oktober 2018 in Buenos Aires (Argentinien) bestand aus 16 Athleten.

## Athleten nach Sportarten

### Badminton
| Mädchen - Jaslyn Hooi | Jungen - Joel Koh Jia Wei |

### Fechten
Jungen
- Matthew Lim

### Leichtathletik
Jungen
- Kampton Kam

### Schießen
Mädchen
- Amanda Mak

### Schwimmen
| Mädchen - Gan Ching Hwee - Christie May Chue | Jungen - Maximillian Ang - Ong Jung Yi |

### Segeln
| Mädchen - Marsha Shahrin | Jungen - Alexander Lim |

### Sportklettern
Jungen
- Mark Chan

### Tischtennis
| Mädchen - Goi Rui Xuan | Jungen - Pang Yew En Koen |

### Triathlon
Mädchen
- Emma Middleditch

### Turnen

#### Gymnastik
Mädchen
- Tamara Ong
Gold  Mixed (im Team Orange)